# Huella de luz
Huella de luz  es una película española dirigida en 1943 por Rafael Gil. Está basada en una novela de Wenceslao Fernández Flórez.

## Reparto
- Isabel de Pomés ...  Lelly Medina
- Antonio Casal ...  Octavio Saldaña
- Juan Espantaleón ...  Sánchez Bey
- Camino Garrigó ...  Madre de Octavio
- Juan Calvo ...  Mike
- Fernando Freyre de Andrade ...  Moke
- Mary Delgado ...  Rosario
- Nicolás Perchicot ...  Mayordomo
- Ramón Martori ...  Medina
- Julio Infiesta ...  Jacobito
- José Prada ...  Cañete
- Alejandro Nolla ...  Gerente del Hotel
- Ana María Campoy ...  Isabel
- Francisco Hernández ...  Don Eduardo
- Joaquín Torréns ...  Conserje
- Fernando Porredón ...  Emilio